# Gustavo Victoria
Gustavo Victoria (Armenia, 14 maggio 1980) è un ex calciatore colombiano, di ruolo difensore.